# Oh By Jingo!
Oh By Jingo! è un brano musicale di Albert Von Tilzer e Lew Brown del 1919. 

## Composizione
Oh By Jingo! venne originariamente scritta per il musical Linger Longer Letty prodotto da Oliver Morosco. Si tratta di una novelty song che ha molti elementi in comune con le altre canzoni prodotte dalla Tin Pan Alley particolarmente apprezzate negli anni venti e si caratterizza per l'esotismo dei testi e la musica. Viene anche ricordata per essere stata una delle tracce preferite di Leonard Bernstein quando era giovane.